# Rosyjskie ekspedycje do Chanatu Chiwy

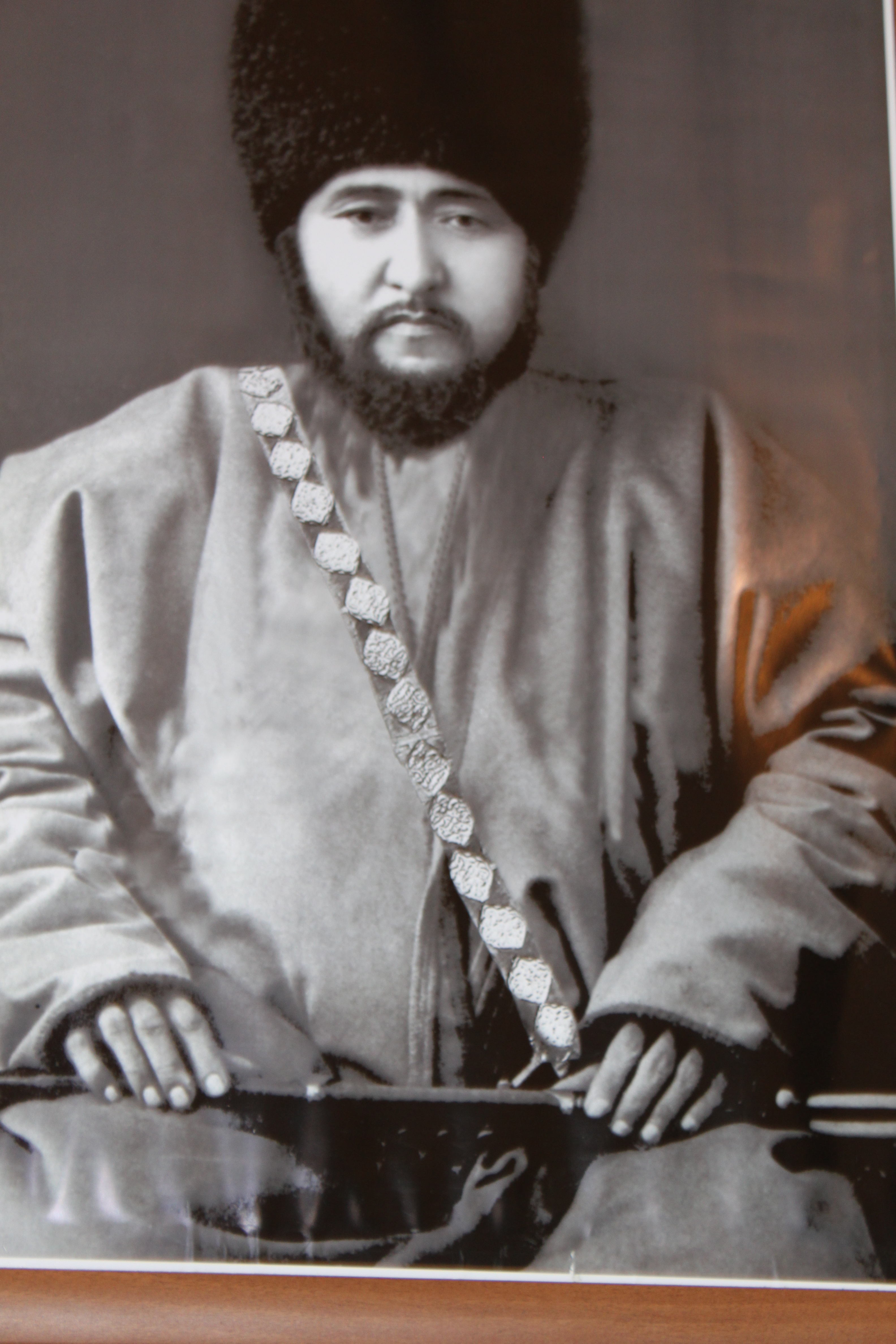
Mohammed Rahim Bahadur – chan Chiwy w latach 1864–1910

Rosyjskie ekspedycje do Chanatu Chiwy miały miejsce w pierwszej połowie XVIII i w XIX wieku. Były one częścią kolonizacji Azji przez Imperium Rosyjskie, którego władcy intensywnie powiększali terytorium państwa w kierunku wschodnim i południowo-wschodnim.

## Ekspedycja Piotra I Wielkiego

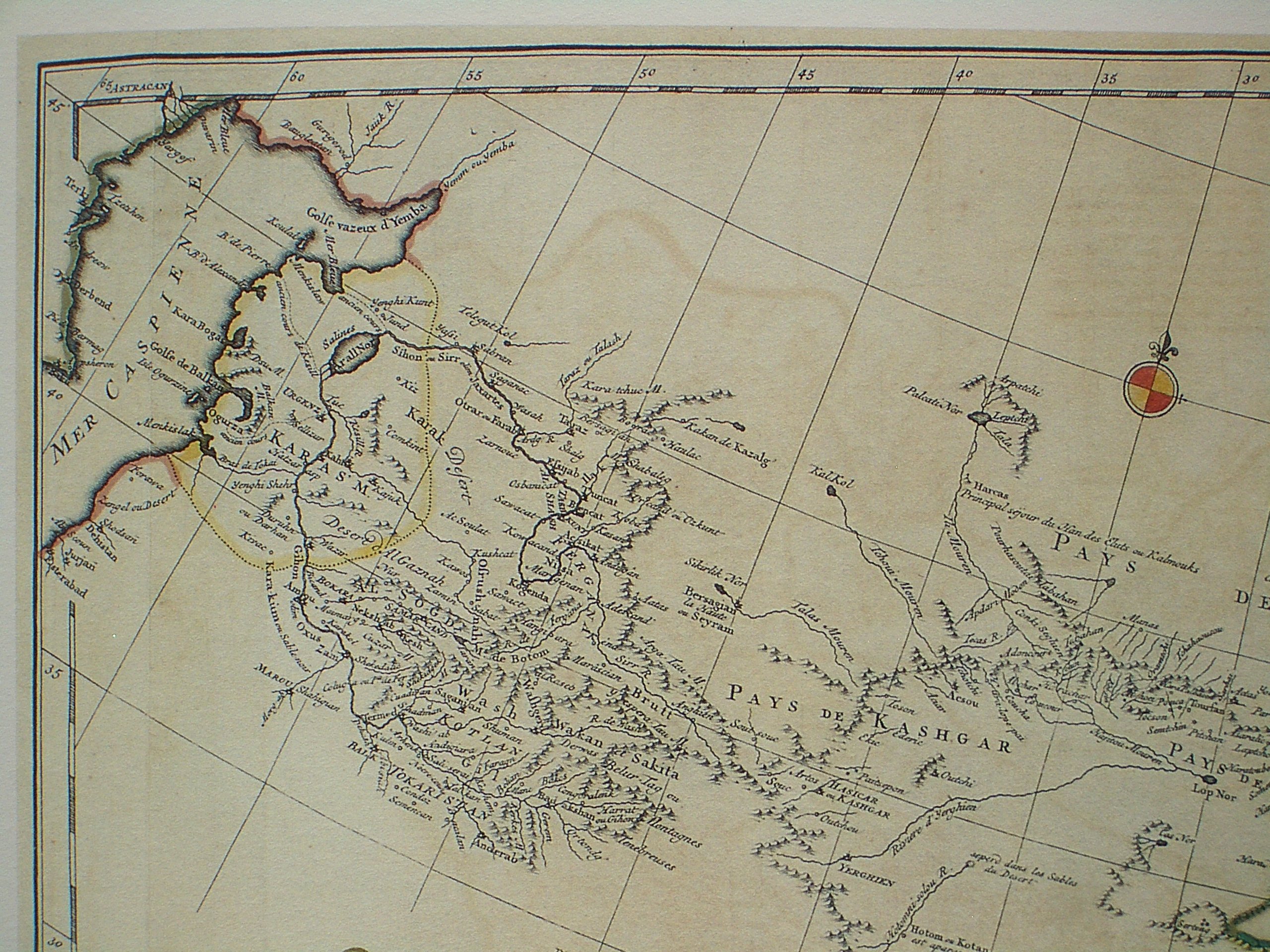
Francuska mapa Chanatu Chiwy z 1734. Chanat został oznaczony żółtą obwódką

Odkrycie złóż złota w pobliżu rzeki Amu-darii, oraz pragnienie otwarcia szlaku handlowego prowadzącego do Indii w okresie panowania Piotra Wielkiego, skłoniły tego cara do podjęcia wyprawy zbrojnej do Chanatu Chiwy w 1717 roku. Ekspedycją dowodził kniaź Aleksander Bekowicz-Czerkieski, stojący na czele kilku tysięcy żołnierzy. Gdy członkowie wyprawy znajdowali się sto dwadzieścia kilometrów od Chiwy, zaatakowała ich armia chana liczącą dwadzieścia cztery tysiące ludzi. Po trzydniowej walce Chiwańczycy zostali rozgromieni. Następnie podjęto negocjacje, na które Czerkaski wysłał pięciuset ludzi do obozu chana Shira Ghaziego. Chan przyjął posłów z honorami i przyrzekł podarować Rosjanom pięć miast, gdzie miała też być rozmieszczona rosyjska armia w celu ułatwienia jej utrzymania i wyżywienia. Następnie pięć obiecanych miast zostało napadniętych przez Chiwańczyków jedno po drugim. Większość zamieszkujących je Rosjan zostało wymordowanych, lub sprzedanych do niewoli. Rosyjscy oficerowie również zostali zamordowani. Nie ominęło to także Aleksandra Bekowicza Czerkaskiego. W następnych latach ambitne plany podboju Chanatu Chiwy przez Piotra Wielkiego nie zostały zrealizowane z powodu wojen ze Szwecją, oraz Imperium Osmańskim.

## Plany Mikołaja I w 1830

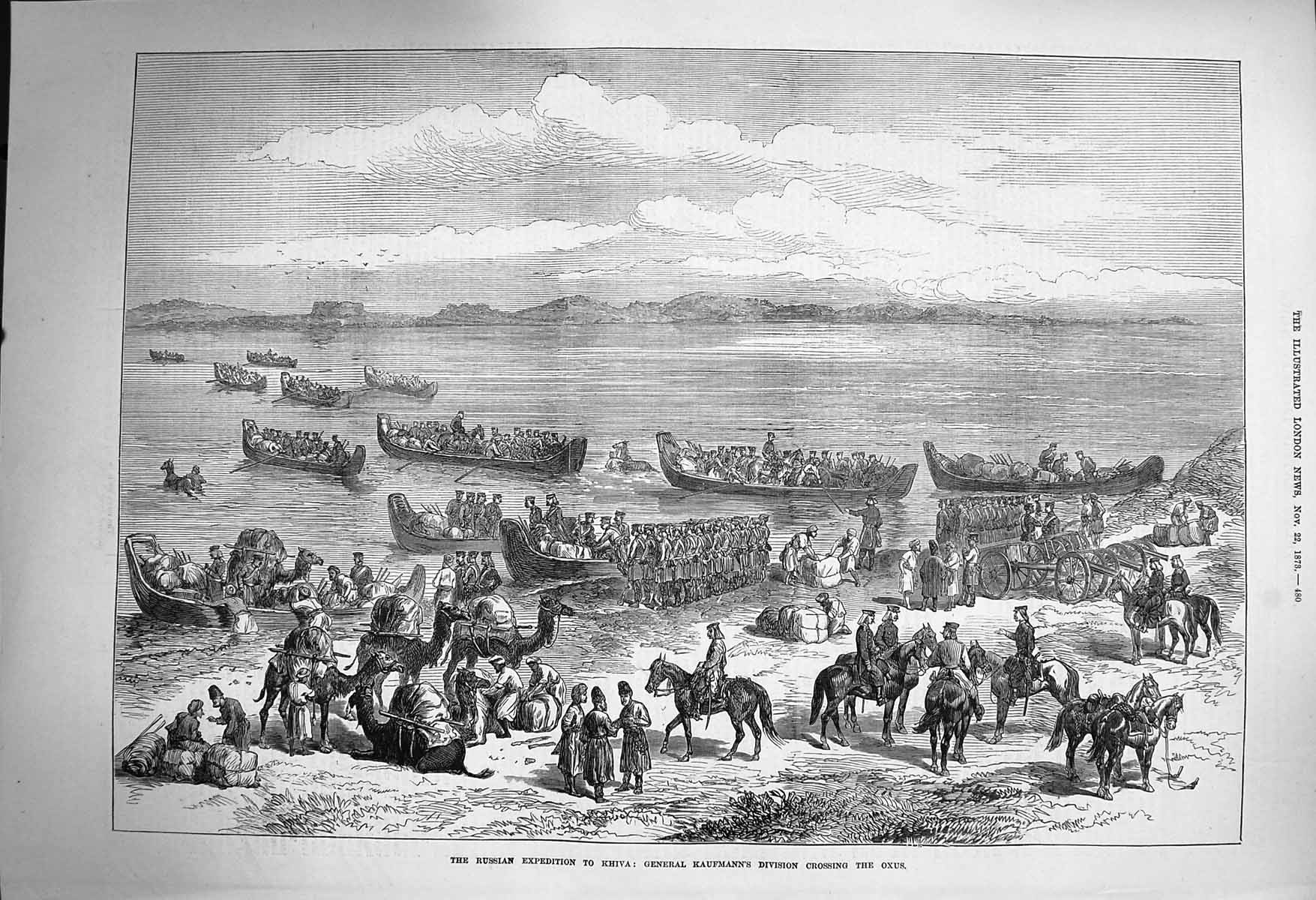
Rosyjskie wojska przekraczające Amu-darię w 1873

Car Paweł I Romanow podobnie jak Piotr Wielki planował zajęcie Chanatu Chiwy, jednak wyprawa została odwołana ze względu na jego śmierć w 1801. Jego następca, Aleksander I nie miał ambicji podboju Azji Środkowej. Sytuacja zmieniła się za rządów Mikołaja I. Na początku 1831 oddziały kozackie miały ruszyć z Orenburga na Chiwę, jednak zostało to uniemożliwione z powodu wybuchu wojny polsko-rosyjskiej wywołanej powstaniem listopadowym.

## Ekspedycja z 1839

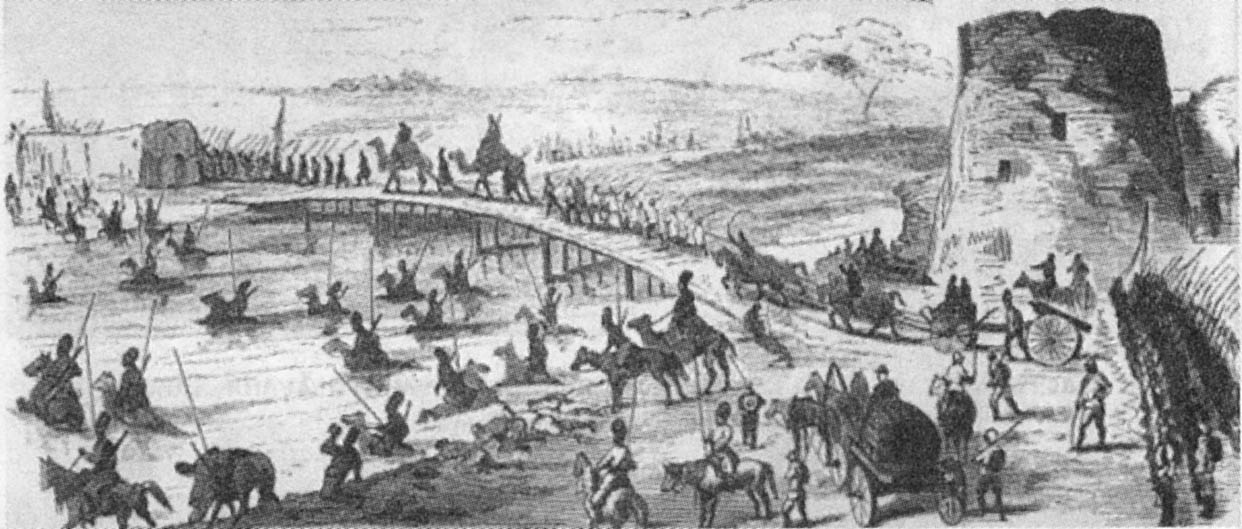
Rosyjscy kozacy pod wodzą generała Werebkine przekraczają kanał Shah Abat wiodący do Chiwy 25 maja 1873.

Dopiero w 1839 planowana ekspedycja doszła do skutku. Oficjalnym powodem agresji Mikołaja było uwolnienie rosyjskich niewolników pojmanych wskutek najazdów Turkmenów znad Morza Kaspijskiego. W rzeczywistości carowi chodziło o poszerzenie strefy wpływów w Azji Środkowej, związanej z tak zwaną wielką grą, toczoną pomiędzy Brytyjczykami, a Rosjanami. Brytyjczycy walczyli o kontrolę nad graniczącym z Chanatem Chiwy Afganistanem w latach 1839–1842. Wojna ta przeszła do historii pod nazwą I wojna brytyjsko-afgańska. Wyprawą rosyjską dowodził generał i dowódca garnizonu orenburskiego, Wasilij Pierowski. Stanął on na czele ponad pięciu tysięcy żołnierzy z dziesięcioma tysiącami wielbłądów. Żołnierze wyruszyli w listopadzie 1839, ale plany ponownie nie powiodły się wskutek ciężkich warunków klimatycznych. Zima tego roku była jedną z najgorszych w historii Chiwy. Zdziesiątkowana armia Pierowskiego została zmuszona do powrotu w lutym 1840. Poniosło w niej śmierć ponad tysiąc żołnierzy. W maju 1840 powrócili do Orenburga.

## Działalność brytyjskiej agentury

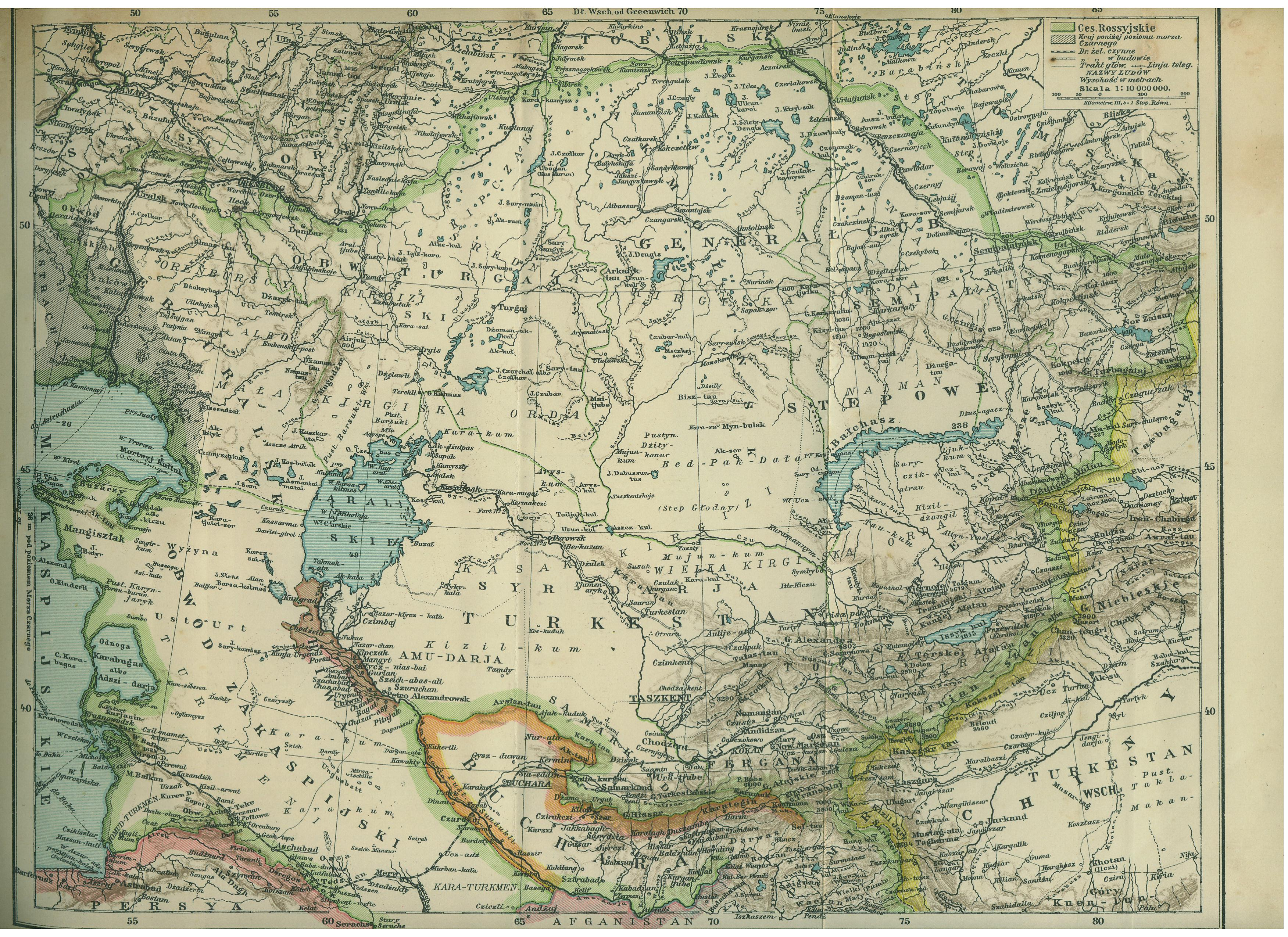
Polska mapa z 1903 ukazująca Chiwę, zredukowaną przez Rosjan po 1874

W tym samym czasie Brytyjczycy, również zainteresowani Chiwą, podjęli kroki w celu uwolnienia rosyjskich niewolników. Major Todd, starszy oficer stacjonujący w Heracie w Afganistanie wysłał kapitana Jamesa Abbota, przebranego za Afgańczyka do Chiwy w grudniu 1839. Abbot przybył w styczniu 1840 i udało mu się spotkać z chanem, choć ten był wobec niego podejrzliwy z racji niewiadomego pochodzenia przybysza. Brytyjskiemu wysłannikowi udało się namówić chana do wysłania listu dla cara, który to list regulował kwestię uprowadzonych Rosjan. Abbot miał doręczyć list Mikołajowi I i wyruszył w podróż do Aktau (wówczas Fort Nowopietrowsk) siódmego marca 1840, jednak w czasie podróży został zdradzony przez swojego przewodnika i obrabowany. Wypuszczono go wtedy, gdy bandyci zdali sobie sprawę z jego pochodzenia i przeznaczenia listu. Przełożeni Abbota w Heracie nie zdając sobie sprawy z jego losu, wysłali z misją dyplomatyczną porucznika Richmonda Shekespeara. Odniósł on większy sukces niż Abbot, ponieważ udało mu się namówić chana do uwolnienia wszystkich Rosjan będących pod jego kontrolą, a także by uczynić własnością Rosjan niewolników skazanych za przestępstwa na karę śmierci. Wyzwoleńcy razem z Shekespearem dotarli do Fort Aleksandrowska 15 sierpnia 1840, a Rosja na długie lata straciła pretekst do podboju Chanatu Chiwy.

## Ekspedycja z 1873

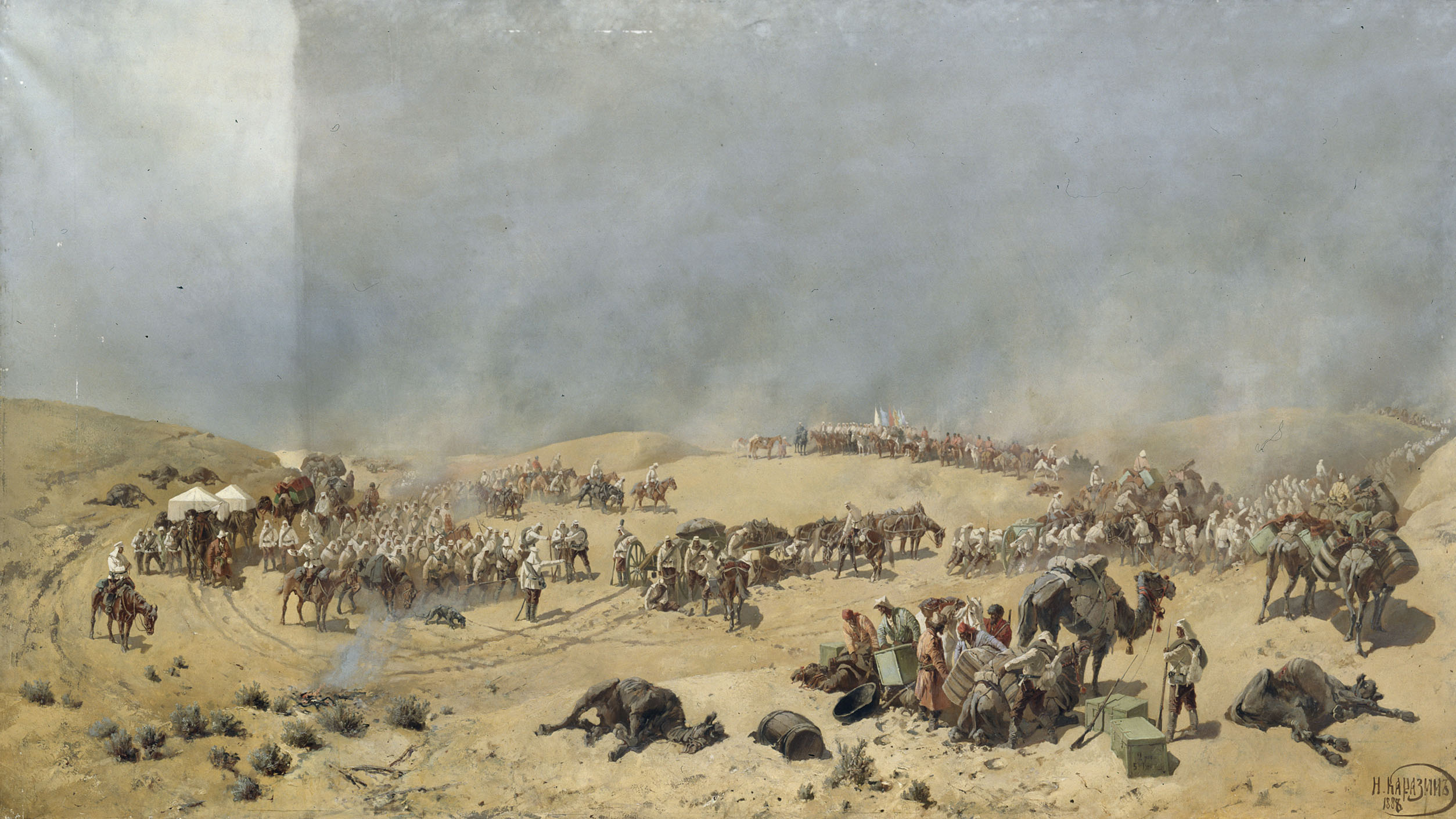
Przeprawa przez pustynię śmierci do Chiwy, pędzla Mikołaja Karazina z 1888

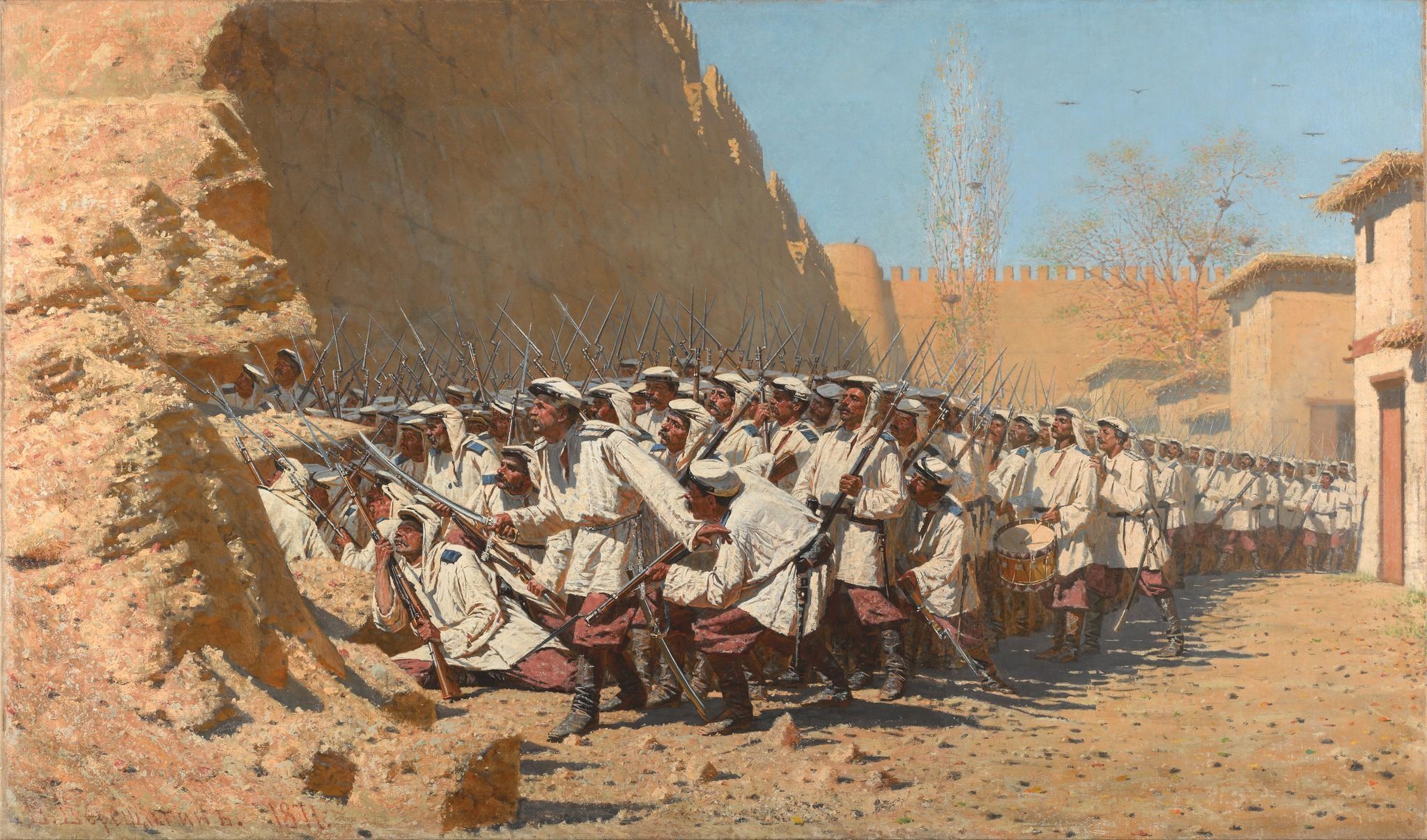
Atak Rosjan na Chiwę w 1873 pędzla Wasilija Wierieszczagina. Obraz należy do tak zwanego cyklu turkiestańskiego malarza.

Flaga używana przez Chanat Chiwy w ostatnich latach istnienia.

Stałą obecność Rosjan w Chorezmie zapoczątkowała budowa Fort Aralska u ujścia Syr-darii w 1848, kiedy panował Aleksander II Romanow. Państwa Azji Środkowej nie były w stanie odeprzeć ekspansji rosyjskiej, pomimo wielu lat ciężkich walk. W 1853 Rosjanie zajęli twierdzę Ak-Meczet, poprzednio należącą do Chanatu kokandzkiego. Od 1862 przez sześć lat Rosja toczyła wojnę z Emiratem Buchary. Kokand i Emirat Buchary ostatecznie utraciły niezależność w 1868 i stały się wasalami cara, zaś terytorium Chiwy było stopniowo pomniejszane. W 1865 Rosja zdobyła Taszkent, a w 1865 Samarkandę. Na przełomie lutego i marca 1873 wojska rosyjskie opuściły swoją bazę i rozpoczęły kampanię skierowaną bezpośrednio przeciwko Chiwie. Generał Konstantin von Kauffman przypuścił atak na Chanat Chiwy przy użyciu dwunastu tysięcy piechoty i jazdy, poruszającej się na koniach i wielbłądach. Armia podzielona była na trzy oddziały. Oddziałem orenburskim dowodził generał Nikołaj Wieriowkin, mangystauskim pułkownik Nikołaj Łomakin, natomiast krasnowodskim pułkownik Wasilij Markozow. W ekspedycji brał również udział Michaił Skobielew. Wyprawa odbywała się w skrajnych warunkach. Początkowo rosyjskie wojska przedzierały się przez zaśnieżone stepy. Później zaś musieli pokonać upalne, suche, piaszczyste pustynie. Na trasie zdobyto między innymi miasto Mang'it. Czternastego maja spotkały się formacje Lomakina i Wieriowkina, a dwudziestego szóstego maja dotarły na obrzeża Chiwy. Dzień później wojska carskie zajęły pozycję pod główną bramą miasta, które zostało zaatakowane dwudziestego ósmego maja. Ówczesny chan Mohammed Rahim Bahadur skapitulował dzień później, po przybyciu pułku generała von Kauffmana, atakującego miasto od południa. Północna część miasta, nieświadoma kapitulacji nie złożyła jednak broni, więc końcowe walki przedłużyły się, jednak złożenie broni nastąpiło w tym samym dniu, co kapitulacja chana. Obie strony podpisały traktat pokojowy, a dwunastego sierpnia nad Chanatem Chiwy uczyniono rosyjski protektorat, podobnie jak w przypadku Buchary. Wcześniej, bo dwudziestego drugiego lipca car Aleksander II nagrodził Konstantina von Kauffmana Orderem Świętego Jerzego drugiej klasy, a pułkownika Lomakina nominował na generała dywizji. Podarował mu również Złotą Szablę „za dzielność”. Podbój Chiwy był jednym z ostatnich etapów rozszerzania strefy wpływów Rosji w Azji Środkowej. Później Chanat Kokandu został bezpośrednio przyłączony do Rosji w 1876 po wybuchu powstania w 1873.

## Upadek Chanatu Chiwy
W latach 1918–1920 Chanat Chiwy brał udział w antyrosyjskim powstaniu basmaczy, jednak przegrał ponieważ po wybuchu rewolucji październikowej w 1917, antymonarchistycznie nastawieni Turkmeni wraz z bolszewikami obalili chanat w 1919. Drugiego lutego 1920 roku ostatni chan, Sayid Abdullah oficjalnie abdykował. Po upadku chanatu powstała Chorezmijska Ludowa Republika Radziecka, wcielona do Związku Socjalistycznych Republik Radzieckich w 1924.